# Carvajal (Venezuela)
Pour les articles homonymes, voir Carvajal.
Carvajal est une ville de l'État de Trujillo au Venezuela, capitale de la paroisse civile de Carvajal et chef-lieu de la municipalité de San Rafael de Carvajal.